# Premio Esteban Campodónico
El Premio Esteban Campodónico por servicios a la sociedad peruana es otorgado anualmente a personas naturales o jurídicas que han brindado servicios significativos a la sociedad peruana, ya sea a través de una destacada trayectoria profesional o mediante acciones directas de impacto social. La convocatoria y premiación es organizada por la Universidad de Piura y la Clover Foundation de Nueva York. en cumplimiento de la voluntad testamentaria del médico filántropo Esteban Campodónico Figallo, quien instituyó el galardón en 1937. 
El objetivo es reconocer y estimular el compromiso social desinteresado, en beneficio de poblaciones vulnerables o del desarrollo del Perú. Desde su primera edición en 1995, el premio se otorga en dos categorías: Actividad Profesional Destacada, que premia el ejercicio ejemplar de una profesión en beneficio de la comunidad, y Servicios Directos a la Sociedad, que reconoce acciones humanitarias o solidarias orientadas a mejorar las condiciones de vida de sectores desfavorecidos.
Los galardonados reciben un diploma, una medalla conmemorativa y una dotación económica, financiada por el fondo establecido por Campodónico en un “living trust” depositado en el Citibank de Nueva York. 
A lo largo de sus tres décadas de existencia, el Premio ha distinguido a más de cincuenta personas e instituciones, convirtiéndose en uno de los reconocimientos más importantes del país en el ámbito social y profesional.

## Historia

### Testamento de Esteban Campodónico
El médico Esteban Campodónico Figallo nació en Chiavari Liguria (Italia) el 3 de agosto de 1866. Sus padres fueron Michele Campodónico y Angela Figallo. A la edad de 13 años emigró a Perú, viviendo en Lima de finales del siglo XIX e inicios del XX.

Fue un filántropo de su época, característica que se evidencia en su testamento en el cual, luego de manifestar no estar casado ni tener hijos, determinó la distribución de sus bienes repartidos entre sus familiares (fue el mayor de 9 hermanos y el único varón) y su legado principal, en el que manifiesta su deseo de la creación del Premio que llevaría su nombre con el fin de “estimular el progreso científico en el Perú y fomentar los auxilios humanitarios y de beneficencia”.  

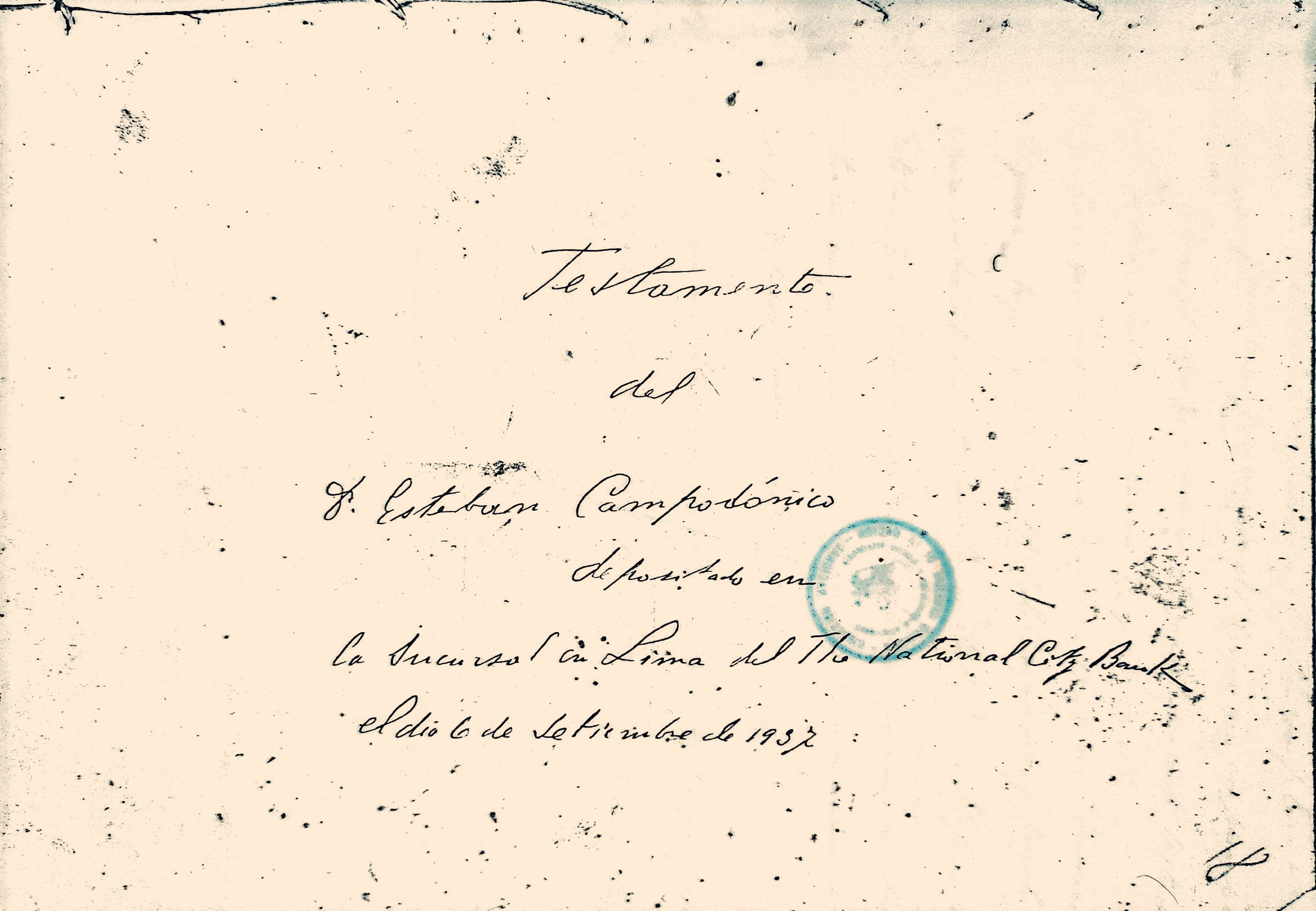
Portada del testamento ológrafo de Esteban Campodónico Figallo (copia)

(…) he fundado en Nueva York [Estados Unidos] en poder del The National City Bank o de su dependencia el City Bank Farmers Trust Co., un Living Trust cuyos productos después de mi muerte, serán entregados anualmente a la Fundación Esteban Campodónico que instituyo por el presente testamento para los fines correspondientes. 
El saldo en efectivo que al tiempo de mi fallecimiento pueda yo tener en Nueva York en el The National City Bank of New York, pasará al mencionado Trust en el City Bank Farmers Trust, dependencia del The National City Bank of New York, para que invierta su importe en valores que produzcan réditos, los cuales réditos, junto con los réditos de los valores ya en su poder, serán entregados anualmente por dicho trust a la Fundación Esteban Campodónico en Lima.
Fragmento del testamento de Esteban Campodónico Figallo (art.º 14).
En la siguiente tabla, se muestra la estructura del programa de premiación elaborada por Campodónico para los primeros cuatro años, la misma que debería repetirse de manera sucesiva a partir del quinto año en adelante empleando el rendimiento anual del fondo, de modo que el Premio sea perpetuo. 
| Se concederán los premios a: | Se concederán los premios a: |
| ---------------------------- | --- |
| Primer año                   | 1. Ciencias Médicas e Higiénicas. 2. Ciencias Naturales: Botánica, Zoología, Geología, Paleontología, concerniente al Perú. 3. [No aparece este apartado]. 4. Al Hospital Italiano de Lima, para incrementar y fomentar la sección Oftálmica, siempre que esta se denomine: Reporto Oftálmico Campodónico. Geografía, Etnología, Arqueología, Historia o Prehistoria del Perú. |
| Segundo año                  | 1. Filología incaica y lenguas afines al quechua, aimara, etc. 2. La mejor obra artística de tema incaico o colonial. 3. A quien en Perú hubiera cultivado mejor los clásicos griegos y latinos. Al sobrino que, en opinión de la junta, tenga más necesidades; y cuando estos hubieran fallecido, a los mejores trabajos sobre la verruga peruana.                            |
| Tercer año                   | 1. Estudios de Sociología relacionada con el Perú. 2. La producción literaria de mayor aliento relativa al Perú. 3. A quien haya realizado la mayor hazaña en territorio peruano. 4. Al súbdito italiano que haya hecho en Ciencias o Arte más honor a Italia en el Perú. A quien haya hecho mejores estudios sobre Endemiología.                                              |
| Cuarto año                   | Las cuarto primeras partes serían para fomentar y sostener una publicación, a denominarse Minerva Peruana, “publicación científico-literaria en conmemoración del Dr. Esteban Campodónico” u otro título parecido. 5. Para mantener el monumento erigido en el cementerio de Lima a la memoria de su madre.                                                                    |
| Quinto año y siguientes      | Se comenzará la distribución en la misma forma repitiendo el año 1 y así sucesivamente. |

### Impedimentos para la institución del Premio
Sin embargo, un hecho acaecido al final de la vida de Esteban Campodónico impidió, por décadas, que el premio no se llevara a cabo sino hasta 56 años después de su muerte: su matrimonio en 1937. A finales de 1937, Esteban Campodónico viajó a Estados Unidos y, unos meses después, en junio de 1938, contrajo matrimonio con Ethel Clotilde Graff Hildenbrand. Ethel, nacida el 11 de octubre de 1886 en California, Estados Unidos, era hija de una familia americana de apellido Graff que Campodónico había conocido en un viaje en tren de Milán a Viena; con ella mantuvo correspondencia durante varios años.

Ese suceso fue el que llevó a Esteban Campodónico a modificar su testamento en relación con el fideicomiso con el Citibank:
(…) la renta generada por el fondo intangible se destinaría al uso personal del testador, en vida; y, a su muerte, debería destinarse para sustento de su esposa y por el tiempo que ella estuviera viva. Una vez fallecida su esposa, dicha renta se destinaría, en Lima, a la Fundación Campodónico para la puesta en marcha del premio. (Guerrero, 2019, p. 329)
Solo unos meses después, el 23 de octubre de 1938, Esteban Campodónico falleció y su viuda, Ethel Graff de Campodónico, murió en 1984. Con su deceso, ocurrido 46 años después del de Campodónico, se activó un plazo legal de diez años para la creación de la Fundación y el premio. De no llegar a realizarse al término del periodo referido, el fondo pasaría al Estado de Nueva York.
Después de su fallecimiento, miembros de la familia de Esteban Campodónico, residentes en Lima, iniciaron las gestiones para el establecimiento del Premio, buscando cumplir así su voluntad testamentaria. Atilio Raffo C. y Jorge Cánepa C., sobrinos nietos de Campodónico, intentaron activar la Fundación que se encargaría de administrar y organizar los premios; sin embargo, el fondo no podía ser administrado por una fundación creada en Lima (Perú) al encontrarse bajo la jurisdicción del Condado de Nueva York (EE.UU). El Citibank necesitaba a una organización instituida en los Estados Unidos para llevarlo a cabo.
En una reunión casual, Theodore Wickersham, abogado estadounidense en cuyo bufete tenía como cliente a Citibank, narró esta situación a su amigo Ralph Coti, también abogado norteamericano que era director en Clover Foundation, una entidad sin fines de lucro que gestiona fondos económicos para mejorar las condiciones socioculturales en varios países del mundo. En aquel encuentro entre colegas, Wickersham contaba a Coti un dilema profesional: un fondo intangible, depositado en el Citibank de Nueva York, cuyos réditos debían ser entregados cada año bajo un premio en el Perú, requería de una institución en EE. UU. que pudiera asumir la organización de la fundación y la administración del fondo que, en 1994, era de 850 000 dólares.

Aquel breve encuentro supuso el comienzo de la institución del Premio, al ser Clover Foundation la institución que reunía lo requerido por Citibank para hacer realidad la voluntad de testador. Ralph Coti, quien fuera el presidente del primer Consejo Directivo del Premio Campodónico, narró el encuentro de la siguiente manera: 
Luego de oír su narración, pensé que el ángel guardián del difunto médico estaba guiando a mi amigo. Yo era uno de los directores de una entidad sin fines de lucro, con oficinas principales en Nueva York, cuyo fin principal es el desarrollo de países y sociedades en Centroamérica y Sudamérica: Clover Foundation. Se lo expliqué al abogado del Citibank y le sugerí la participación de la Fundación en este proceso. 
De inmediato hablé con los otros directores de Clover. Todos estuvieron a favor de la idea y uno de ellos me puso en contacto con la Universidad de Piura, una entidad peruana que colaboró para convencer a la Corte [de Nueva York] de aprobar las modificaciones en el programa propuesto por el difunto. 

Durante unos cinco años preparé y revisé documentos para presentar a la Corte; hice muchas llamadas telefónicas al Perú y tuve reuniones con los representantes del Citibank y los funcionarios de la Corte.

### Fallo de la Corte de Nueva York y primera edición de losPremios Esteban Campodónico Figallo(1994-1995)

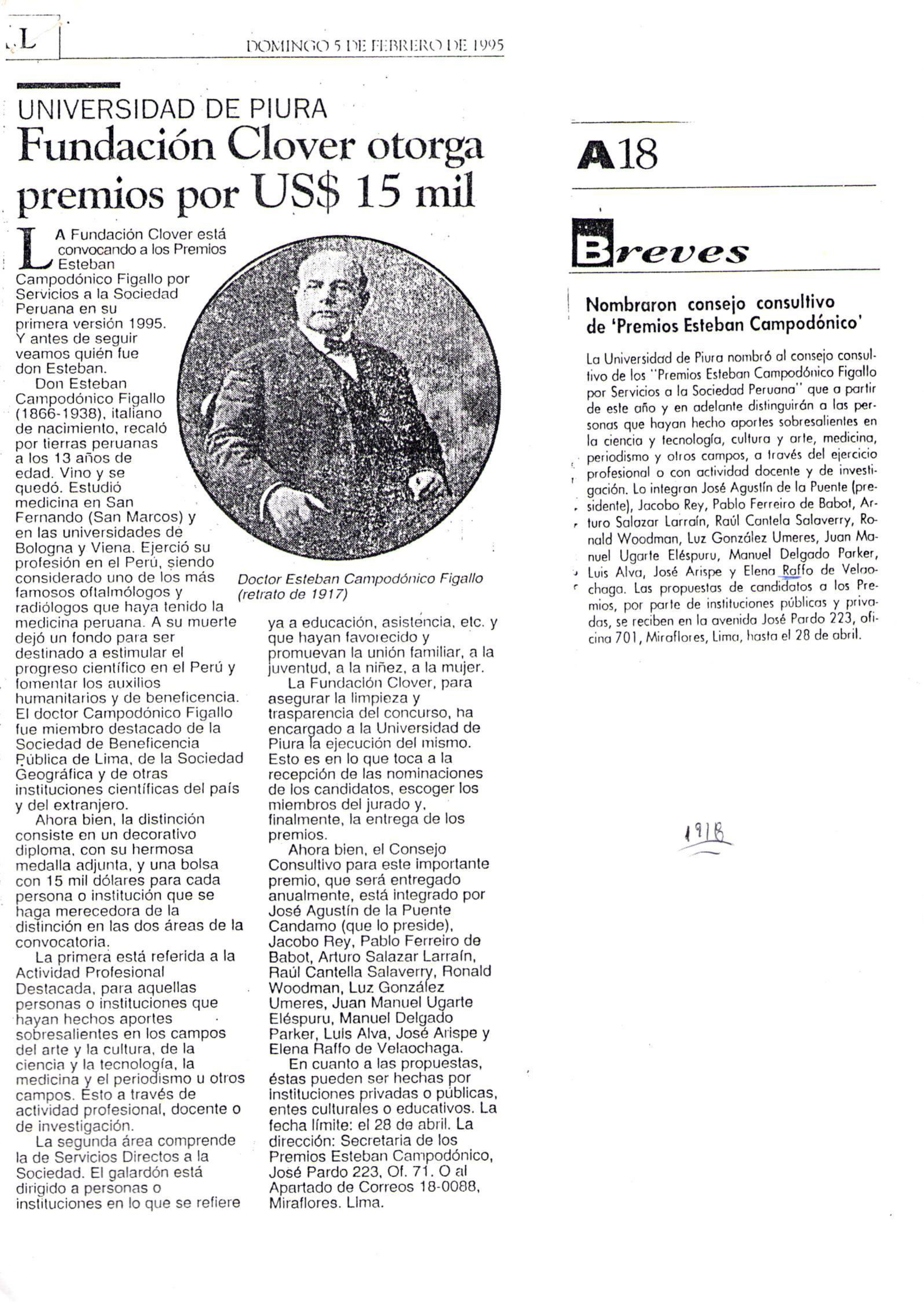
Anuncio de la primera edición del Premio Esteban Campodónico

El 7 de setiembre de 1994 se emitió el fallo de la Corte Suprema del Estado de Nueva York resolviendo la petición realizada por el Citibank para nombrar a Clover Foundation como administradora del fondo para la creación del Premio Esteban Campodónico. La Universidad de Piura fue invitada para colaborar en la organización. Por ello, el 14 de diciembre de 1994 se firmó, en Lima, el Acuerdo por el que la UDEP acepta el ofrecimiento de Clover para participar del programa de entrega de unos premios cuyo fin es el reconocimiento de personas e instituciones que destacan por sus aportes al Perú.
La primera edición fue en 1995 y tuvo como primer ganador al Ing. José Raúl Davelouis McEvoy, en el área de Actividad Profesional Destacada, quien estudió las ventajas del aprovechamiento de la roca fosfórica de Bayóvar para fertilizar los suelos, y desarrolló una fructífera carrera académica dedicada a la investigación en agricultura. En área de Servicios Directos a la Sociedad, fueron reconocidas las instituciones AFESA y Condoray.
Hasta el 2012, se convocaba a ambas categorías de manera simultánea. A partir del 2013, la convocatoria es en una de las áreas de manera alternada, correspondiendo en ese año a la categoría de Actividad Profesional Destacada, que reconoció a la Dra. Adriana Rebaza Flores. Por este motivo, la denominación actual del galardón es Premio Esteban Campodónico por servicios a la sociedad peruana.

### Instituciones organizadoras

#### Clover Foundation
Corporación caritativa de Estados Unidos con oficinas en la ciudad de Nueva York.
La Fundación ha recibido de la Corte de Nueva York el encargo de ejecutar la voluntad del Dr. Esteban Campodónico y otorgar anualmente Premios para personas o instituciones, “con el fin de realizar propósitos caritativos en general del fundador, sin estar obligado a seguir las restricciones o limitaciones específicas”, contando para ello con los intereses y dividendos que proporciona para este fin un capital que tiene depositado en un fidecomiso en Nueva York bajo el manejo del Citibank, N.A.
Para asegurar la mayor eficacia y transparencia durante el transcurso de toda la convocatoria se solicitó en el año 1994 a la Universidad de Piura su apoyo en la coordinación de todo el proceso.

#### Universidad de Piura
Fundada en el año 1969, aceptó la invitación de Clover Foundation de organizar estos Premios en el Perú.
En el año 1994, se firmó el acuerdo que las instituciones velaran por la transparencia de los Premios Esteban Campodónico. Entre las responsabilidades asumidas por la UDEP, está la organización del proceso de anuncio de convocatoria, la recepción de candidaturas inscritas, así como la evaluación y selección de ganadores. Para ello contaría con una oficina en el campus Lima y nombraría un secretario ejecutivo.

## Ediciones y galardonados (1995-2024)
| Año  | Categoría                        | Premiado |
| ---- | -------------------------------- | --- |
| 2024 | Servicios Directos a la Sociedad | Banco de Alimentos Perú |
| 2023 | Actividad Profesional Destacada  | Walter Velásquez Godoy |
| 2022 | Servicios Directos a la Sociedad | Asociación Vidawasi Perú |
| 2021 | Actividad Profesional Destacada  | Humberto Guerra Allison |
| 2020 | Servicios Directos a la Sociedad | Asociación de Voluntarias por los niños con cáncer - Magia                                                                                |
| 2019 | Actividad Profesional Destacada  | Marino Morikawa |
| 2018 | Servicios Directos a la Sociedad | Asociación de Ayuda al Niño Quemado - Aniquem                                                                                             |
| 2017 | Actividad Profesional Destacada  | Martha Mifflin Dañino |
| 2016 | Servicios Directos a la Sociedad | Monseñor Adriano Tomasi |
| 2015 | Actividad Profesional Destacada  | Walter Alva |
| 2014 | Servicios Directos a la Sociedad | Asociación de Orquestas Juveniles del Perú - Sinfonía por el Perú                                                                         |
| 2013 | Actividad Profesional Destacada  | Adriana Rebaza Flores |
| 2012 | Actividad Profesional Destacada  | Alberto Cazorla Tálleri |
| 2012 | Servicios Directos a la Sociedad | Asociación Cultural Ángeles D1 |
| 2011 | Actividad Profesional Destacada  | Julio Kuroiwa Horiuchi |
| 2011 | Servicios Directos a la Sociedad | Colegio Fernando Wiese Eslava |
| 2010 | Actividad Profesional Destacada  | Gerásimo Sosa Alache |
| 2010 | Servicios Directos a la Sociedad | Aldeas Infantiles SOS Perú |
| 2009 | Actividad Profesional Destacada  | Ciro Maguiña Vargas |
| 2009 | Servicios Directos a la Sociedad | Asociación Aprendo Contigo |
| 2008 | Actividad Profesional Destacada  | Augusto Bazán Altuna |
| 2008 | Servicios Directos a la Sociedad | Jean-Louis Lebel |
| 2007 | Actividad Profesional Destacada  | Ruth Shady Solís |
| 2007 | Servicios Directos a la Sociedad | Asociación de Voluntarios del Instituto Nacional de Salud del Niño                                                                        |
| 2006 | Actividad Profesional Destacada  | Jaime Delgado Zegarra |
| 2006 | Servicios Directos a la Sociedad | Asociación Civil Prorural |
| 2005 | Actividad Profesional Destacada  | Eduardo Gotuzzo Herencia |
| 2005 | Servicios Directos a la Sociedad | Asociación Civil Pro Salud Mental "Víctor Larco Herrera" Asociación de Damas del Instituto Nacional de Enfermedades Neoplásicas - ADAINEN |
| 2004 | Actividad Profesional Destacada  | Antonio Brack Egg |
| 2004 | Servicios Directos a la Sociedad | Lucía Claux de Tola |
| 2003 | Actividad Profesional Destacada  | Gastón Garatea Yori, ss. cc. |
| 2003 | Servicios Directos a la Sociedad | Fundación ANAR Radio Onda Azul de Puno |
| 2002 | Actividad Profesional Destacada  | Gustavo Gonzáles Rengifo |
| 2002 | Servicios Directos a la Sociedad | Mino Eusebio Castro César Asociación Solidaridad en Marcha                                                                                |
| 2001 | Actividad Profesional Destacada  | Cecilia Pacheco Calle |
| 2001 | Servicios Directos a la Sociedad | María Estrella del Carmen Valcárcel, Madre Covadonga                                                                                      |
| 2000 | Actividad Profesional Destacada  | Róger Rodríguez Iturri |
| 2000 | Servicios Directos a la Sociedad | Padre José Chuquillanqui |
| 1999 | Actividad Profesional Destacada  | Luis Zapata Baglietto |
| 1999 | Servicios Directos a la Sociedad | Hermano Paul McAuley |
| 1998 | Actividad Profesional Destacada  | Segundo Seclén Santisteban |
| 1998 | Servicios Directos a la Sociedad | Padre Jean Marie Protain Müller |
| 1997 | Actividad Profesional Destacada  | Alberto Giesecke Matto |
| 1997 | Servicios Directos a la Sociedad | Cirplast |
| 1996 | Actividad Profesional Destacada  | Yolanda Liliana Mayo Ortega |
| 1996 | Servicios Directos a la Sociedad | Colegio La Alegría en el Señor |
| 1995 | Actividad Profesional Destacada  | José Raúl Davelouis McEvoy |
| 1995 | Servicios Directos a la Sociedad | Condoray. Centro de Formación Profesional para la Mujer                                                                                   |

## Premios

Medalla que se entrega en acto público a cada galardonado con el Premio Esteban Campodónico, símbolo representativo del galardón.

Cada galardonado con el Premio Esteban Campodónico recibe: una medalla conmemorativa -símbolo representativo del premio-, un diploma de honor y una dotación económica.

### Medalla conmemorativa
La medalla es el símbolo representativo del galardón. Desde sus primeras ediciones, presenta en el anverso el nombre del premio y un anagrama distintivo, mientras que en el reverso se inscribe la frase “Por servicios a la sociedad peruana”, acompañada de la categoría correspondiente: Actividad Profesional Destacada o Servicios Directos a la Sociedad. 
En 2019, con motivo del 25.º aniversario del Premio, el diseño fue actualizado para incorporar su nombre actual completo: “Premio Esteban Campodónico por servicios a la sociedad peruana”.  

### Diploma
El diploma que acompaña al premio está firmado por los representantes de la Universidad de Piura y la Clover Foundation. En él se consigna el nombre del galardonado y la categoría en la que fue distinguido, junto con una breve mención del mérito que motivó la adjudicación del reconocimiento. Este documento es entregado en ceremonia pública.

### Monto pecuniario
El premio incluye una suma en efectivo, determinada por la organización en cada edición. En los últimos años, esta ha sido de 50 000 dólares estadounidenses, monto financiado por los réditos del fondo constituido por Esteban Campodónico Figallo en 1937. En sus casi tres décadas de existencia, el Premio ha entregado cerca de un millón de dólares en reconocimiento a personas e instituciones comprometidas con el desarrollo del Perú y el servicio desinteresado a los demás.